# Otto Gleim

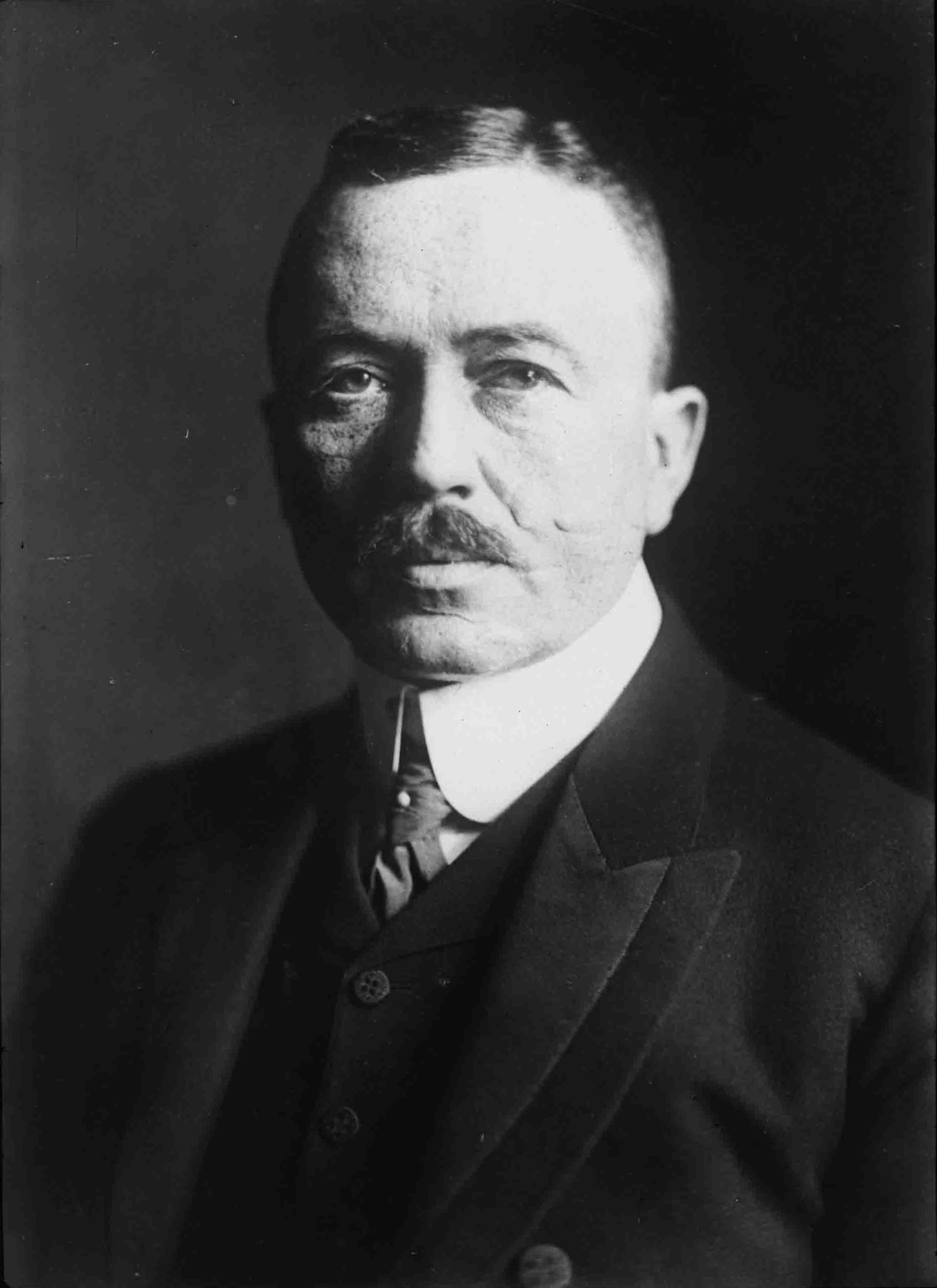
Otto Gleim (1910)

Otto Gleim (* 22. April 1866 in Kassel; † 17. August 1929 in Planegg) war ein deutscher Ministerialbeamter. Er war Gouverneur von Kamerun und Unterstaatssekretär im Reichskolonialamt.

## Leben
Gleim entstammte einer alten Juristenfamilie aus dem Kurfürstentum Hessen und war ein Sohn des Wirklichen Geheimen Oberregierungsrats Wilhelm Gleim und dessen Ehefrau Antonie Gleim geb. Lambert. Er besuchte Gymnasien in Glogau, Breslau und Berlin. Ab 1885 studierte er Medizin, ab 1886 Rechtswissenschaft an der Philipps-Universität Marburg und der Universität Leipzig. Noch 1886 wurde er sowohl im Corps Teutonia Marburg als auch im Corps Lusatia Leipzig recipiert. Als Inaktiver wechselte er an die Friedrich-Wilhelms-Universität Berlin. Aus der Ehe mit Adelheid geb. Krause stammen die Söhne Wilhelm und Erwin Gleim. Otto Gleim war ein Vetter des Chirurgen Fritz König.
Das Referendariat leistete er unter anderem in Lübben (Spreewald) ab. Nach der Promotion zum Dr. iur. und dem zweiten Staatsexamen trat er 1895 als Assessor in die Kolonialabteilung des Auswärtigen Amts ein und wurde Anfang 1896 zur Vertretung des Koloniekanzlers nach Kamerun entsandt. Von November 1896 bis 1898 war er Kanzler und stellvertretender Gouverneur der Deutschen Kolonie Togo. Anschließend kehrte er in die Kolonialabteilung zurück.
1899 wurde Gleim als erster Berufskonsul für Angola und Französisch-Kongo nach São Paulo de Loanda entsandt. Er war zugleich Konsul für Französisch-Äquatorialafrika und den souveränen Kongostaat. 1901 kehrte er als ständiger Hilfsarbeiter in der Kolonialabteilung des Auswärtigen Amtes nach Deutschland zurück. Im Dezember desselben Jahres wurde er zum Legationsrat ernannt, 1904 zum Wirklichen Legationsrat und Vortragenden Rat, 1908 zum Geheimen Oberregierungsrat im Reichskolonialamt. 1904/1905 und 1906/1907 war er vorübergehend als Vertreter des Gouverneurs in Kamerun tätig. Im August 1910 wurde Gleim selbst Gouverneur von Kamerun; er trat aber bereits 1911 wegen des von ihm abgelehnten Marokko-Kongo-Vertrags zurück. Im Mai 1912 wurde er von Staatssekretär Wilhelm Solf zum Direktor der Abteilung für allgemeine Verwaltung in das Reichskolonialamt zurückberufen und 1916 zum Unterstaatssekretär befördert. 1918 erhielt er den Charakter (Titel) Wirklicher Geheimer Rat. Die Zeit seines Wirken als Gouverneur von Kamerun war zu kurz, als dass er wichtige Akzente hätte setzen können. Seine Amtszeit wird zusammen mit der von Theodor Seitz (1907–1910) und Karl Ebermaier der Phase der Kolonialreformen von Bernhard Dernburg zugerechnet, die ihre Schwerpunkte auf eine friedliche wirtschaftliche Ausbeutung der als Schutzgebiete bezeichneten deutschen Kolonien setzte.